# 卵圆捻螺
卵圆捻螺（学名：Acteon teramachii）为捻螺科捻螺属的动物。分布于日本，包括东海等海域，属于暖水性种。其常生活于潮下带深水区泥砂质底。